# ماركو سيمونوفسكي (كرة سلة)
ماركو سيمونوفسكي (بالمقدونية: Марко Симоновски)‏ مواليد 28 يونيو 1989 في سكوبيه، جمهورية يوغوسلافيا الاشتراكية الاتحادية، هو لاعب كرة سلة مقدوني. بدأ مسيرته الاحترافية في سنة 2007. يلعب مع إم زد تي سكوبيه. يبلغ طوله 6 قدم 3 بوصة (1.9 م). لعب مع تريسكيرشن ليونز في سنة 2010، ثم لعب مع إم زد تي سكوبيه في موسم 2014–2015.

## روابط خارجية
- ماركو سيمونوفسكي على موقع الاتحاد الدولي لكرة السلة (الإنجليزية)
- ماركو سيمونوفسكي على موقع كرة السلة الأوروبية.كوم (الإنجليزية)
- ماركو سيمونوفسكي على موقع ريلجم (الإنجليزية)
- ماركو سيمونوفسكي على موقع بروبوليرز (الإنجليزية)
- ماركو سيمونوفسكي على موقع سبورتس رفرنس (الإنجليزية)